# Spaso-preobraženský chrám (Pskov)
Spaso-preobraženský chrám (rusky Спасо-Преображенский собор) je pravoslavný chrám, nejstarší objekt Mirožského kláštera v ruském Pskově. Ceněn je zejména pro fresky z 12. století. V rámci chrámů pskovské architektonické školy byl roku 2019 zapsán na seznam světového dědictví UNESCO.

## Historie
První písemná zmínka o chrámu pochází z Novgorodského prvního letopisu z roku 1156, tentýž pramen také přisuzuje založení chrámu novgorodskému biskupu Nifontovi. Někdy na konci 1. poloviny 12. století potom také pravděpodobně vznikla z rukou řeckých mistrů vnitřní fresková výzdoba. Ty byla v 17. století během přestavby chrámu zabílena, díky čemuž se dodnes dochovalo asi 80 % původní výmalby. Ta byla ovšem poškozena v letech 1900-1901, kdy byla asi polovina fresek neodborně obnovena. Další práce na obnově probíhaly od 20. let 20. století.
V současnosti slouží chrám jako muzeum, bohoslužby se zde konají jen výjimečně.

## Popis
Tvar chrámu je pro staroruskou architekturu netypický - hlavní objem stavby tvoří rovnoramenný kříž, na východě prodloužený o apsidu. Místa mezi rameny kříže zaplňují výrazně nižší čtvercové přístavby, do nichž se vchází zevnitř pouze úzkými průchody. Ačkoliv tak má budova obdélníkový půdorys, dominantní hmota ve tvaru kříže je dobře patrná zevnitř i z vně.
Tato forma posloužila jako vzor při stavbě Chrámu Narození přesvaté Bohorodice v Snětogorském klášteře.

## Fresky
Chrám byl původně uvnitř vyzdoben freskami od úrovně podlah až po kupoli. Výmalbu provedli neznámí řečtí mistři ve 30. a 40. letech 12. století. Jejich mimořádnost spočívá ve vysoké umělecké úrovni, promyšlené ikonografické koncepci a také v tom, že se dochoval téměř celý soubor maleb. V Rusku neexistují žádné jiné podobné fresky, srovnatelné jsou pouze s některými sicilskými díly taktéž původem z 12. století.
Ústředním tématem je sjednocení lidské a božské podstaty v božím synu a Kristova oběť, kterou vykoupil lidstvo. V konše je vyobrazen deisis a poslední večeře, v kupoli nanebevstoupení Páně.

## Galerie

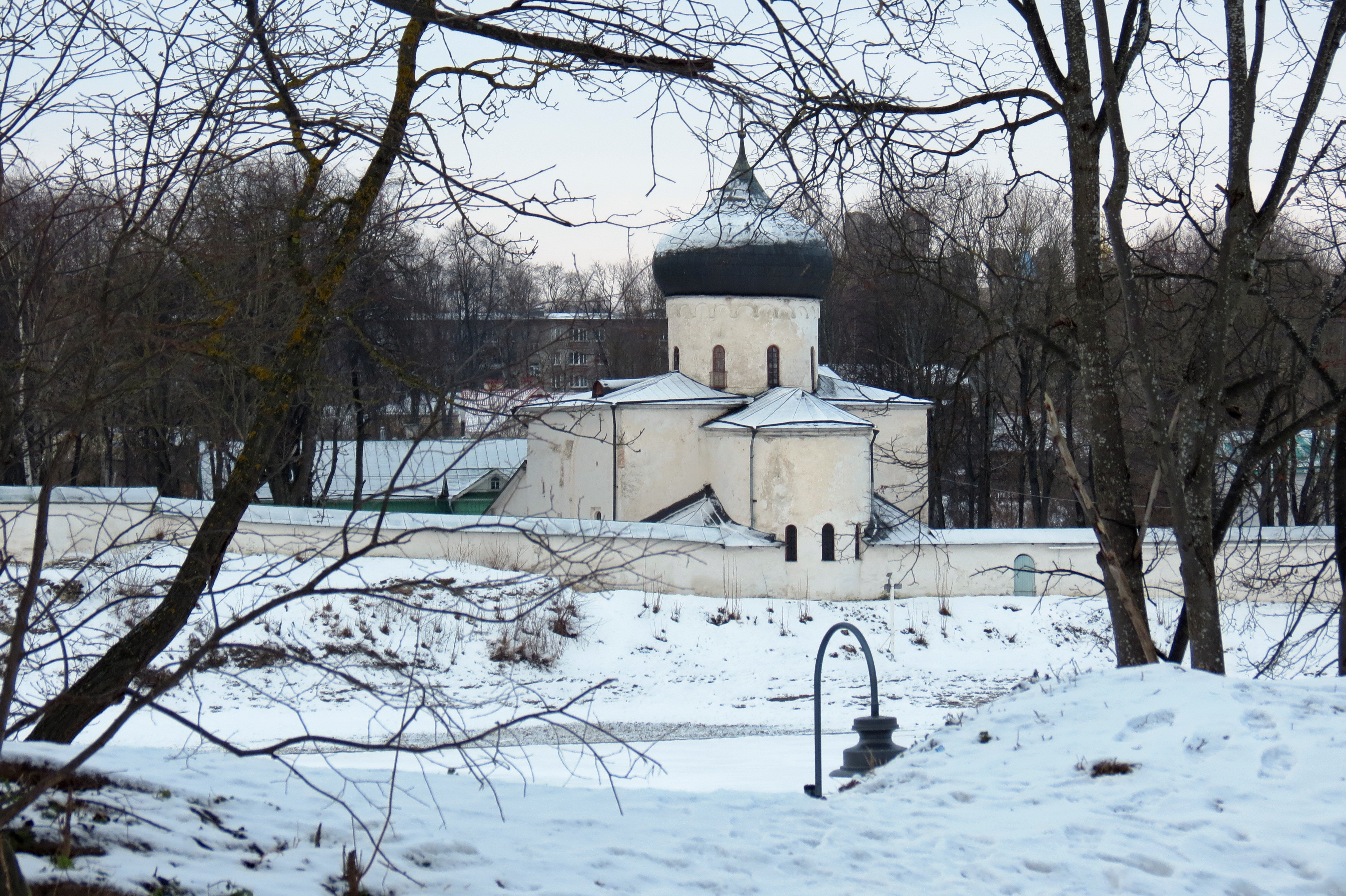
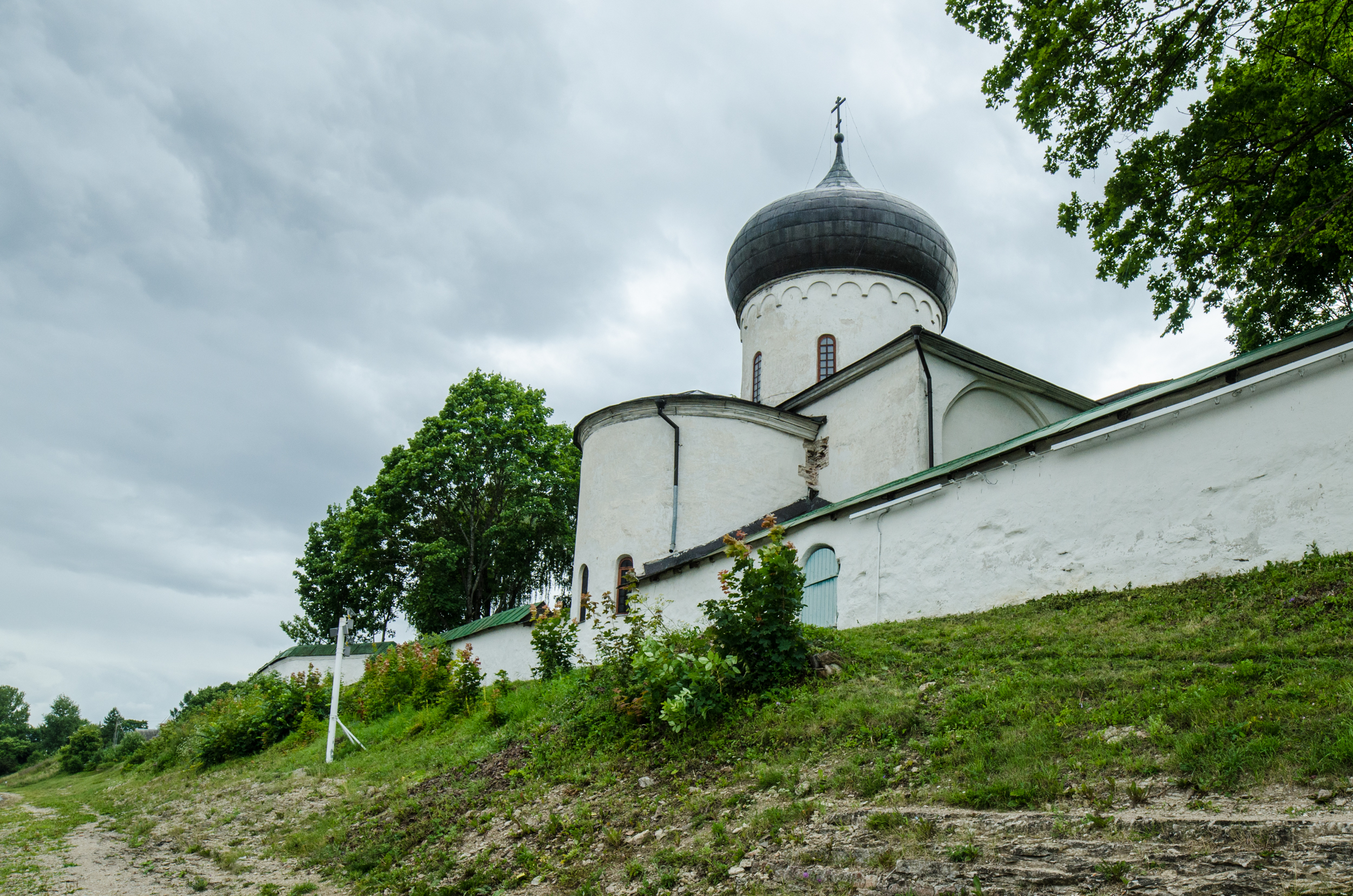
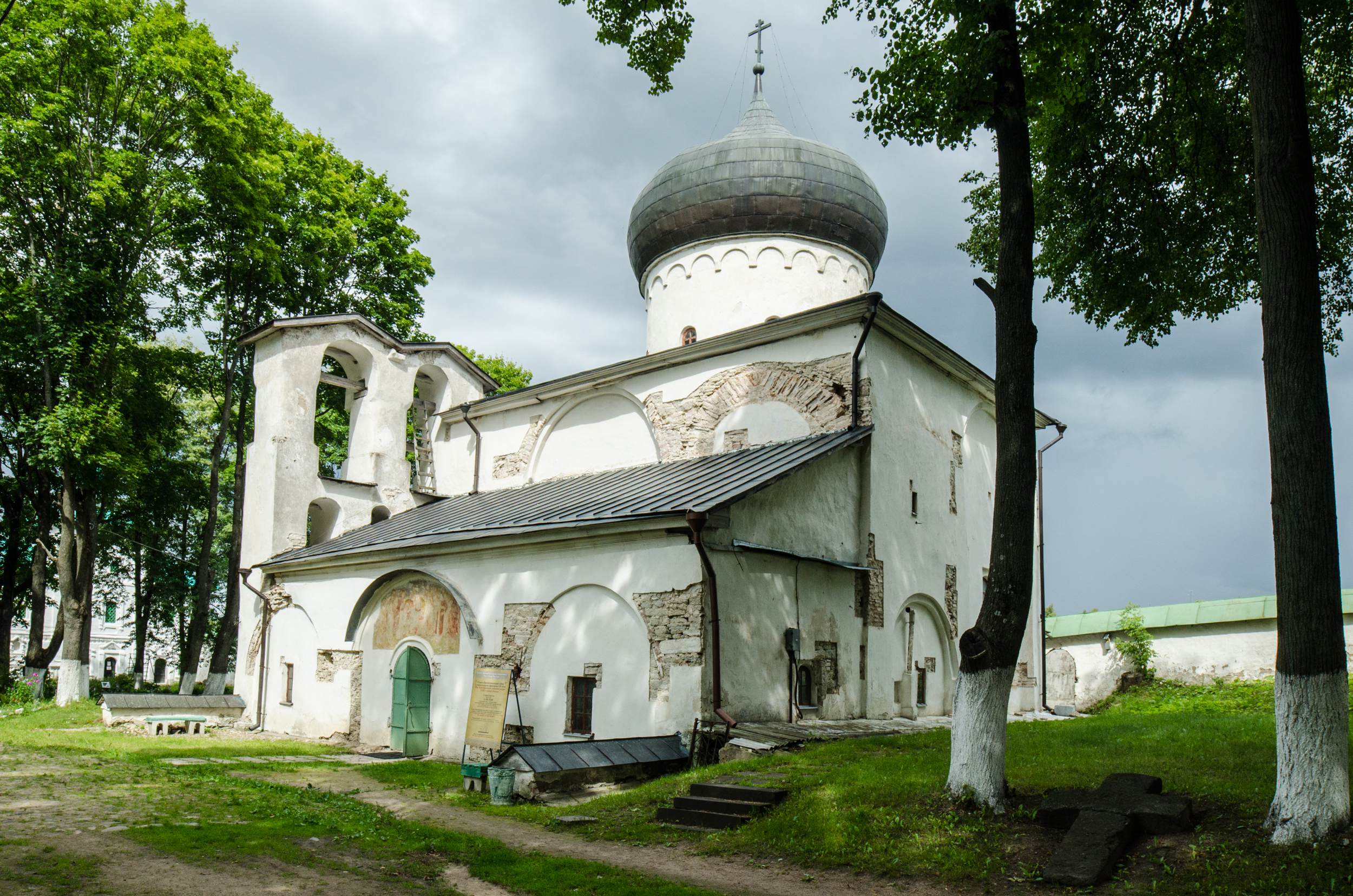
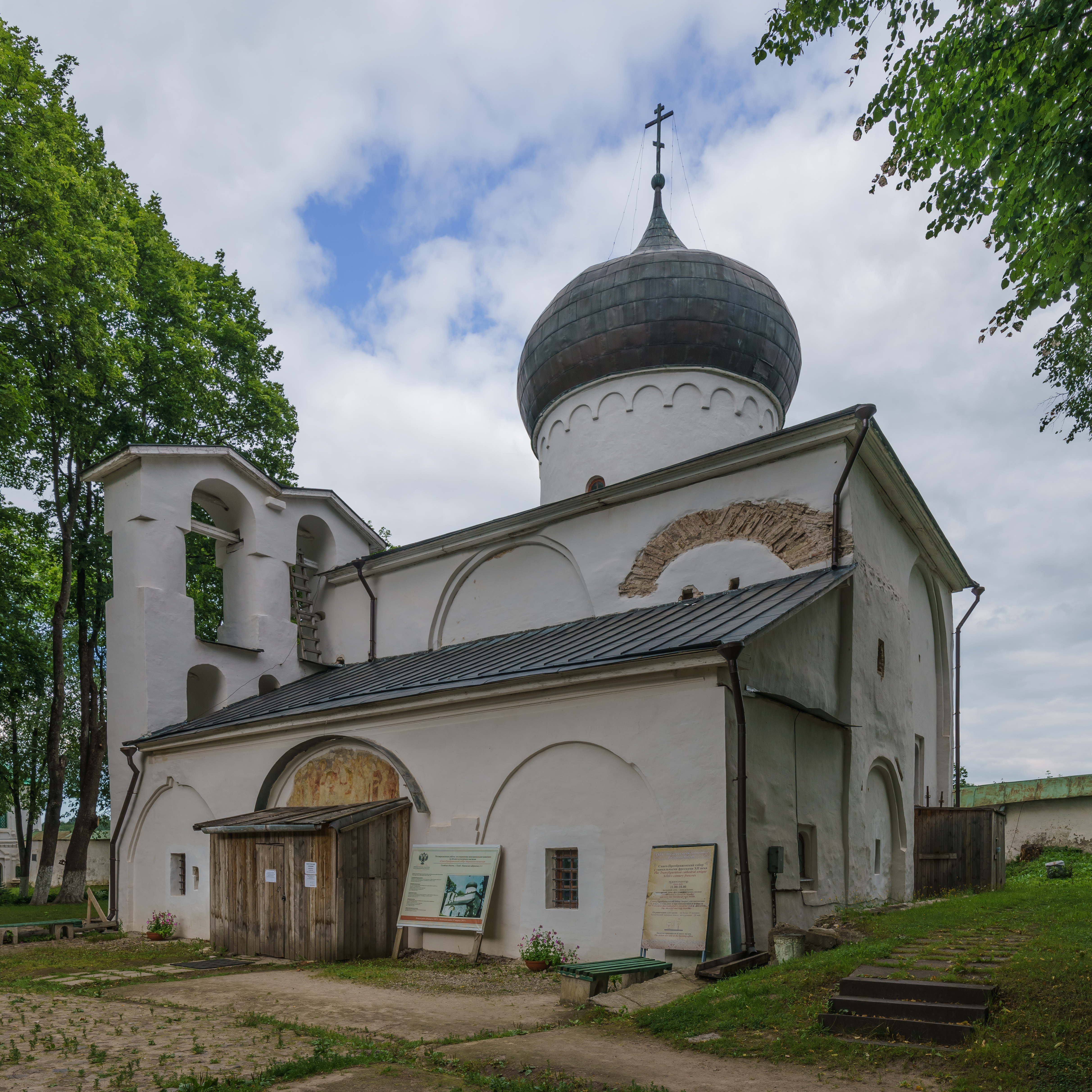
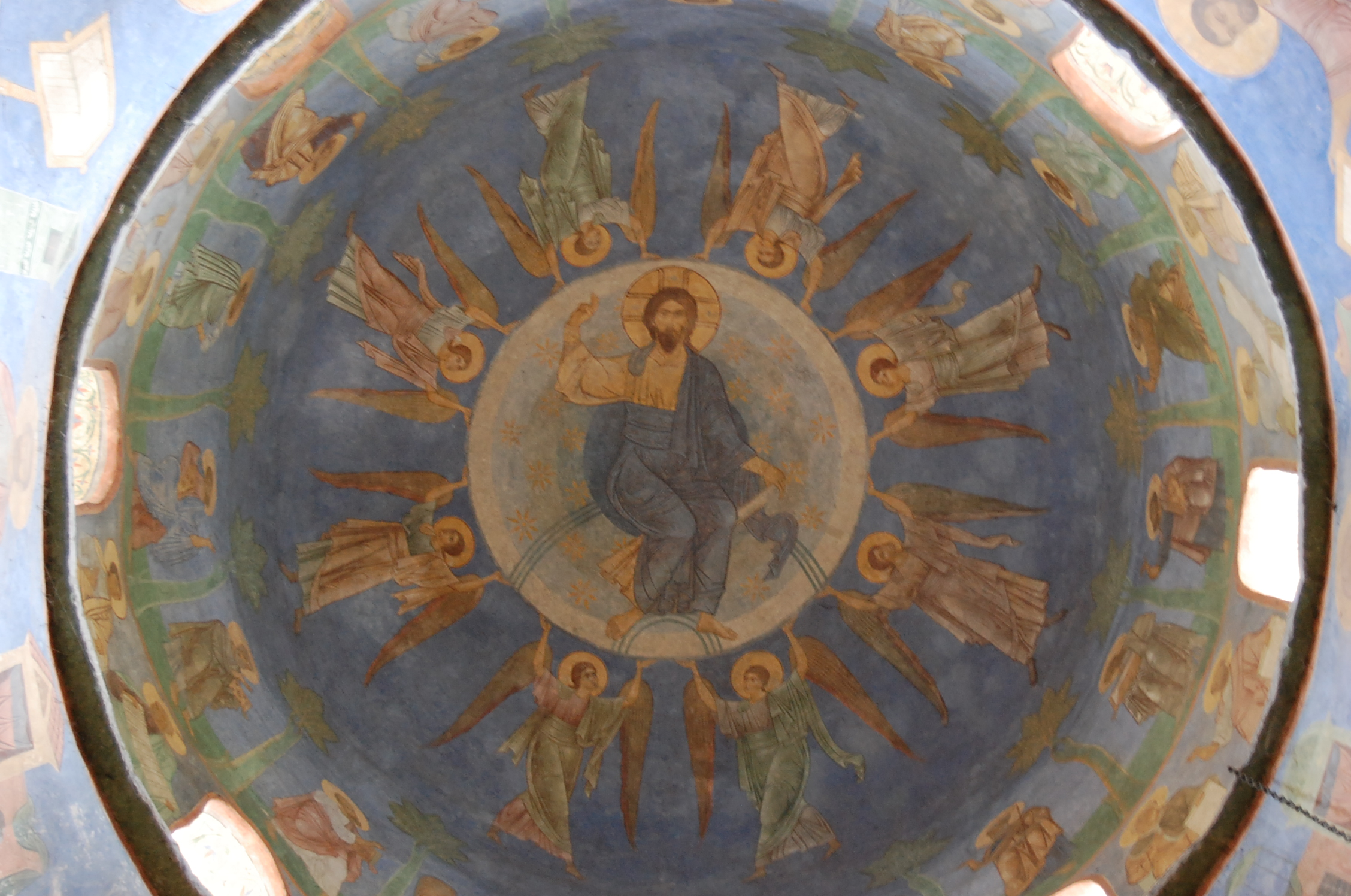
nanebevstoupení Páně (kupole)
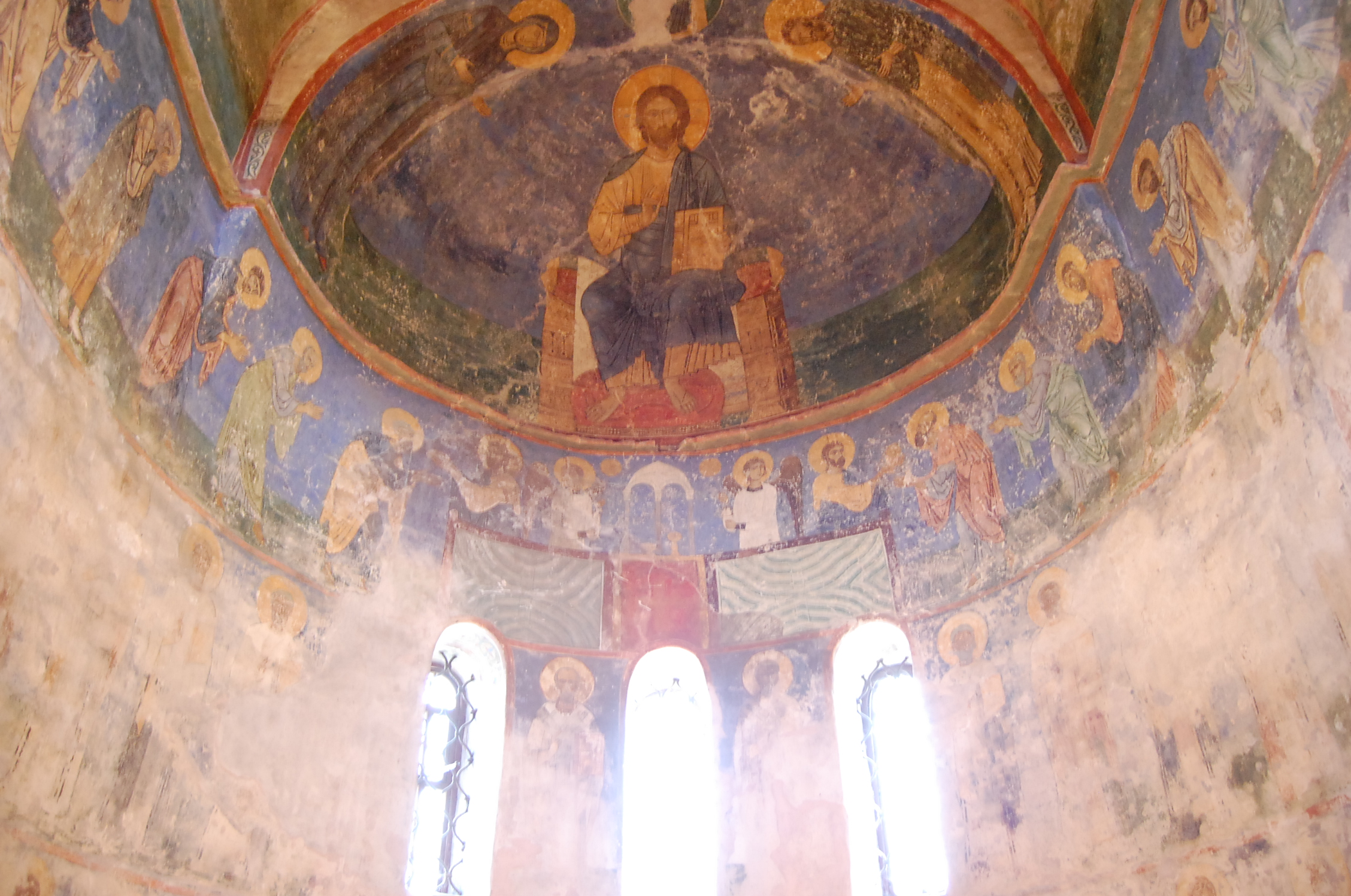
deisis a poslední večeře
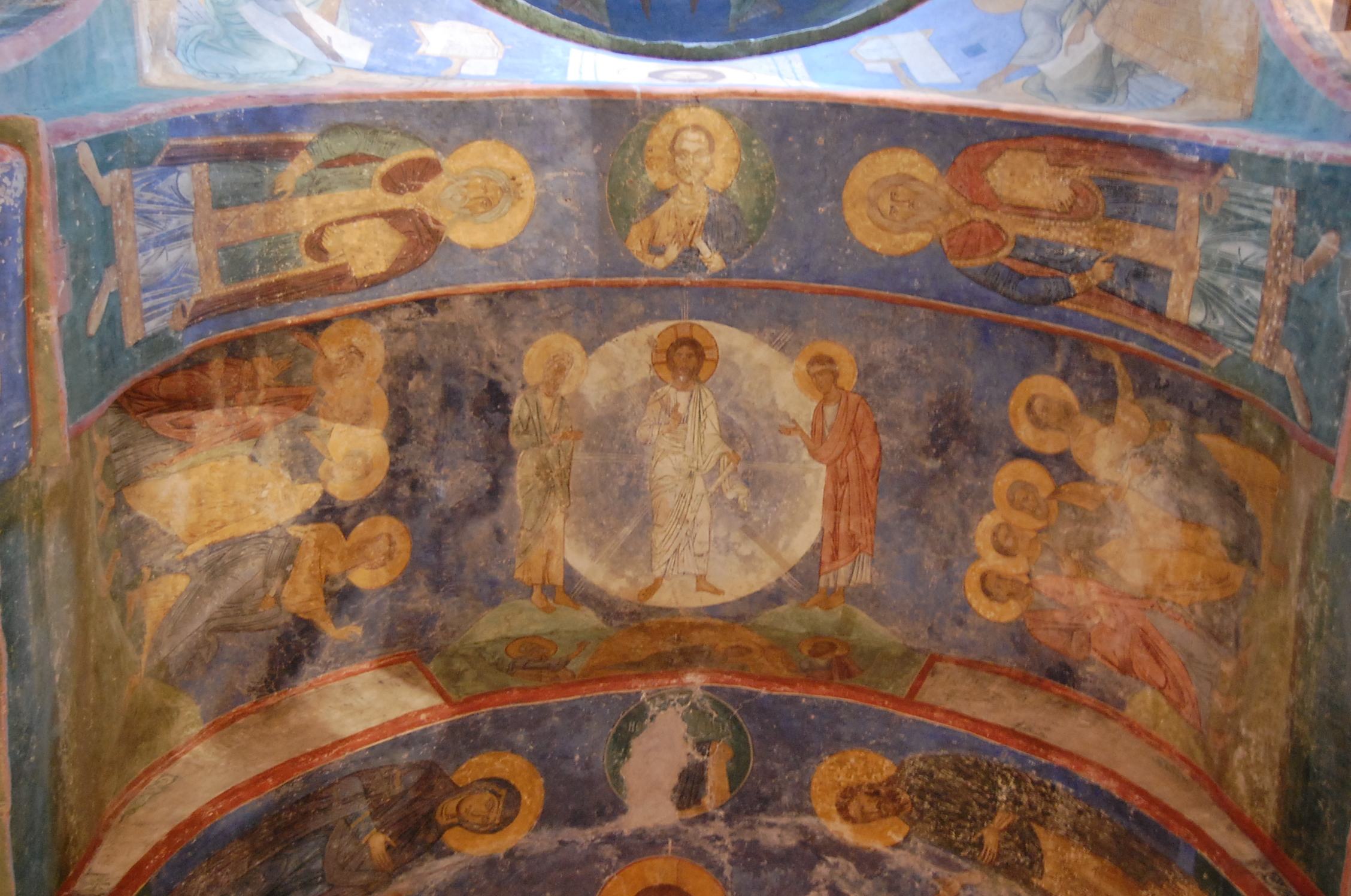
proměnění Páně
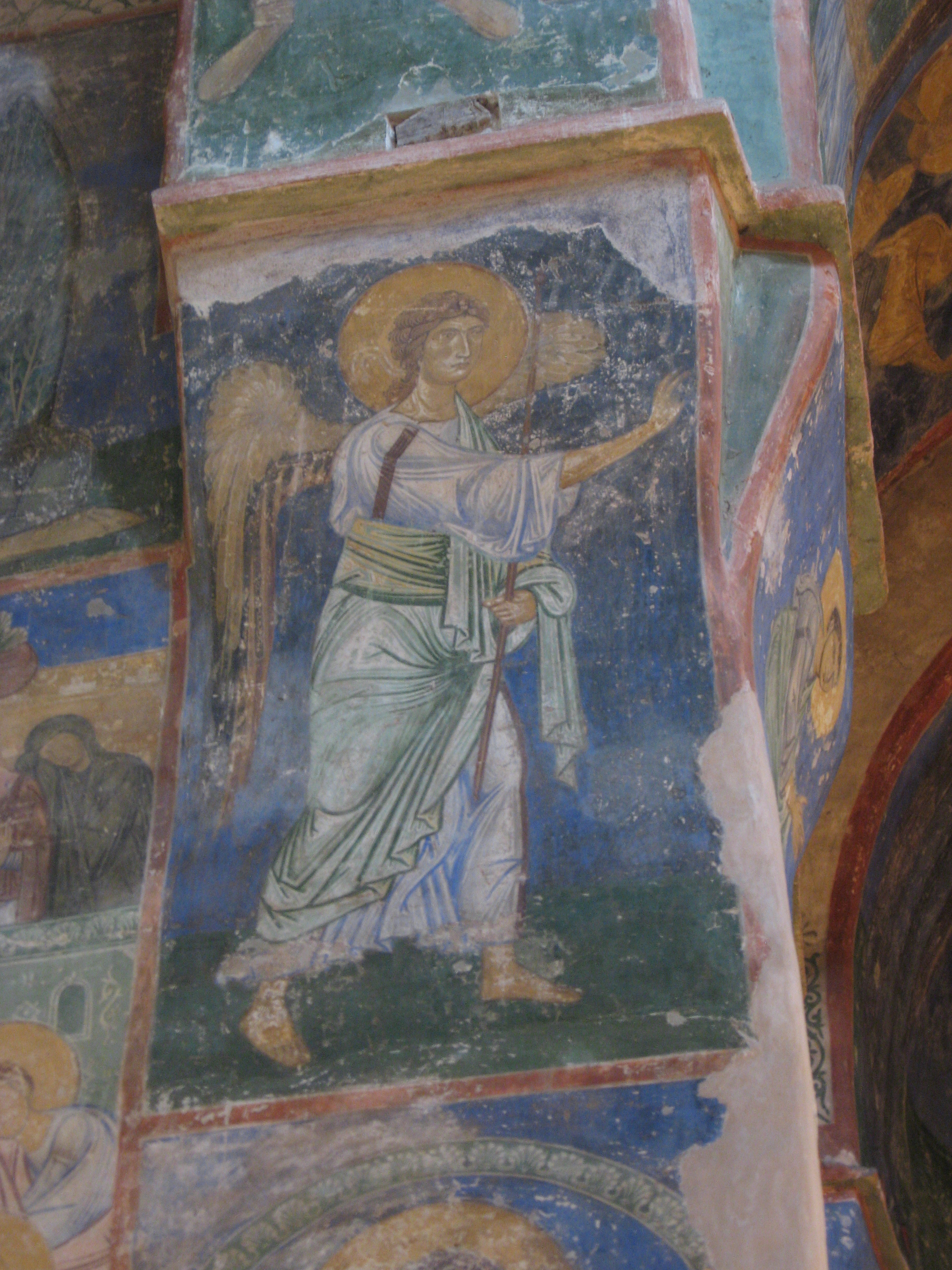
zvěstování Panny Marie
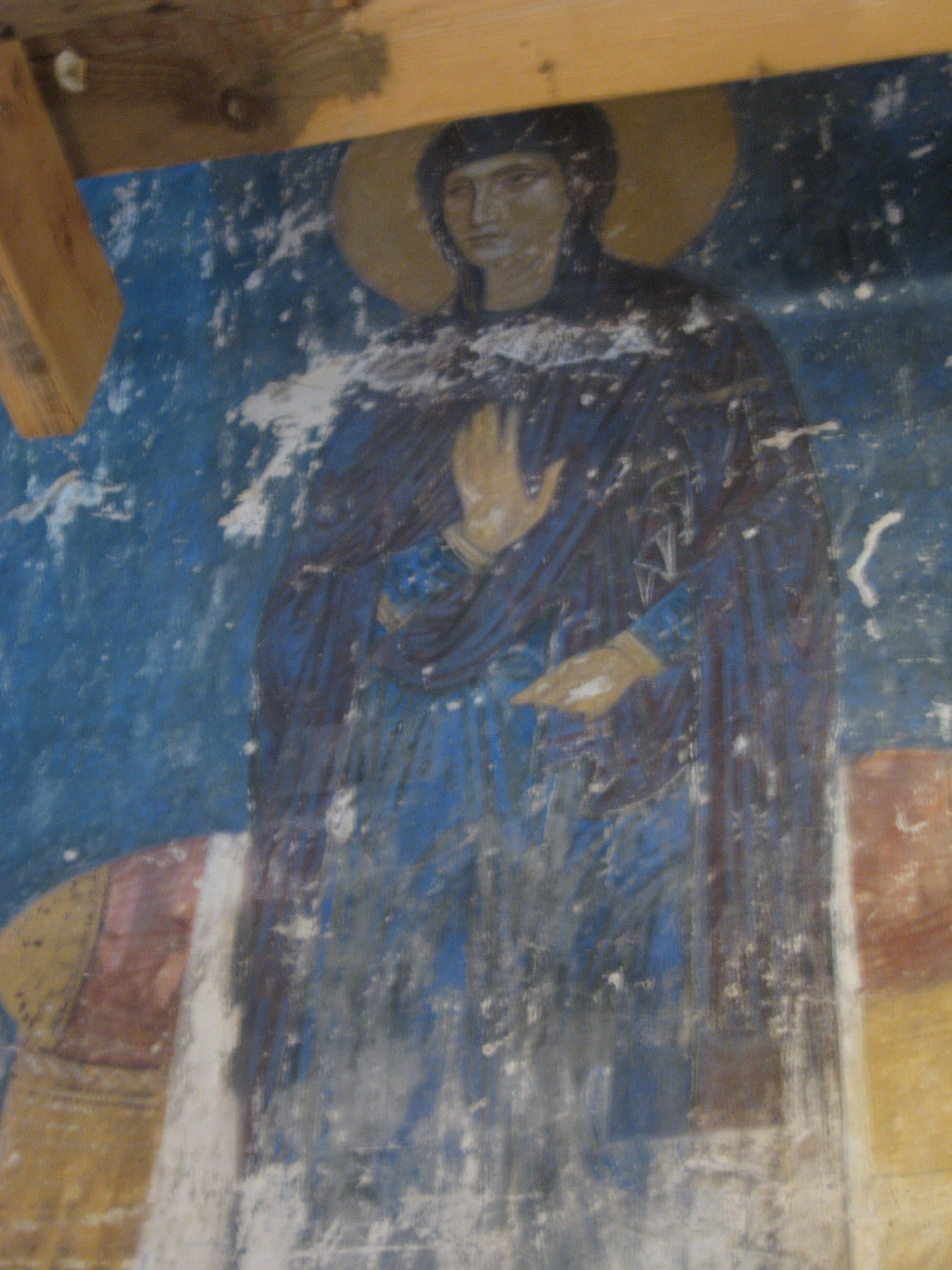
zvěstování Panny Marie
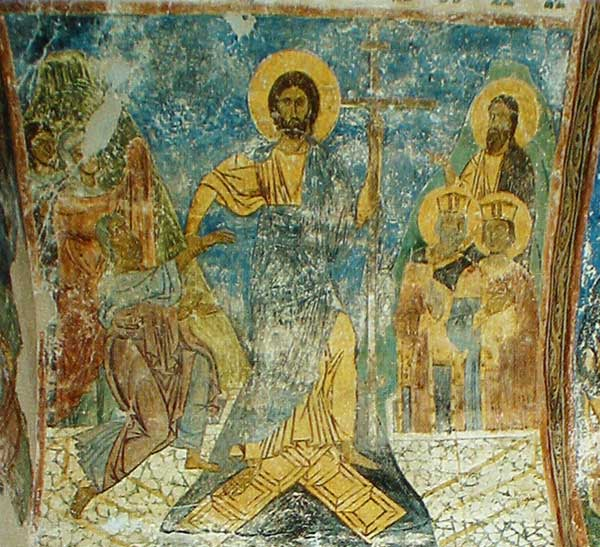
sesoupení Krista do pekel
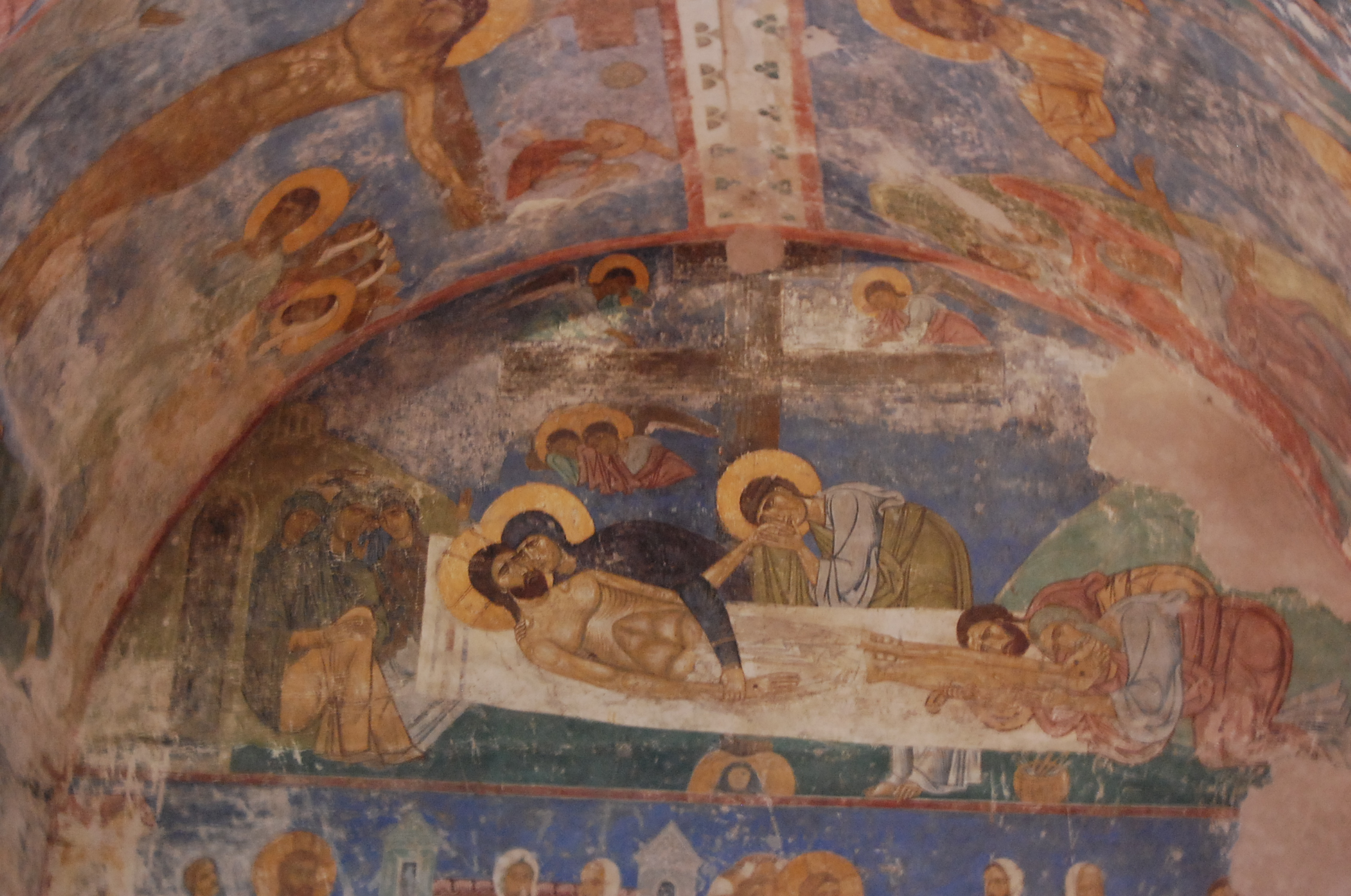
oplakávání
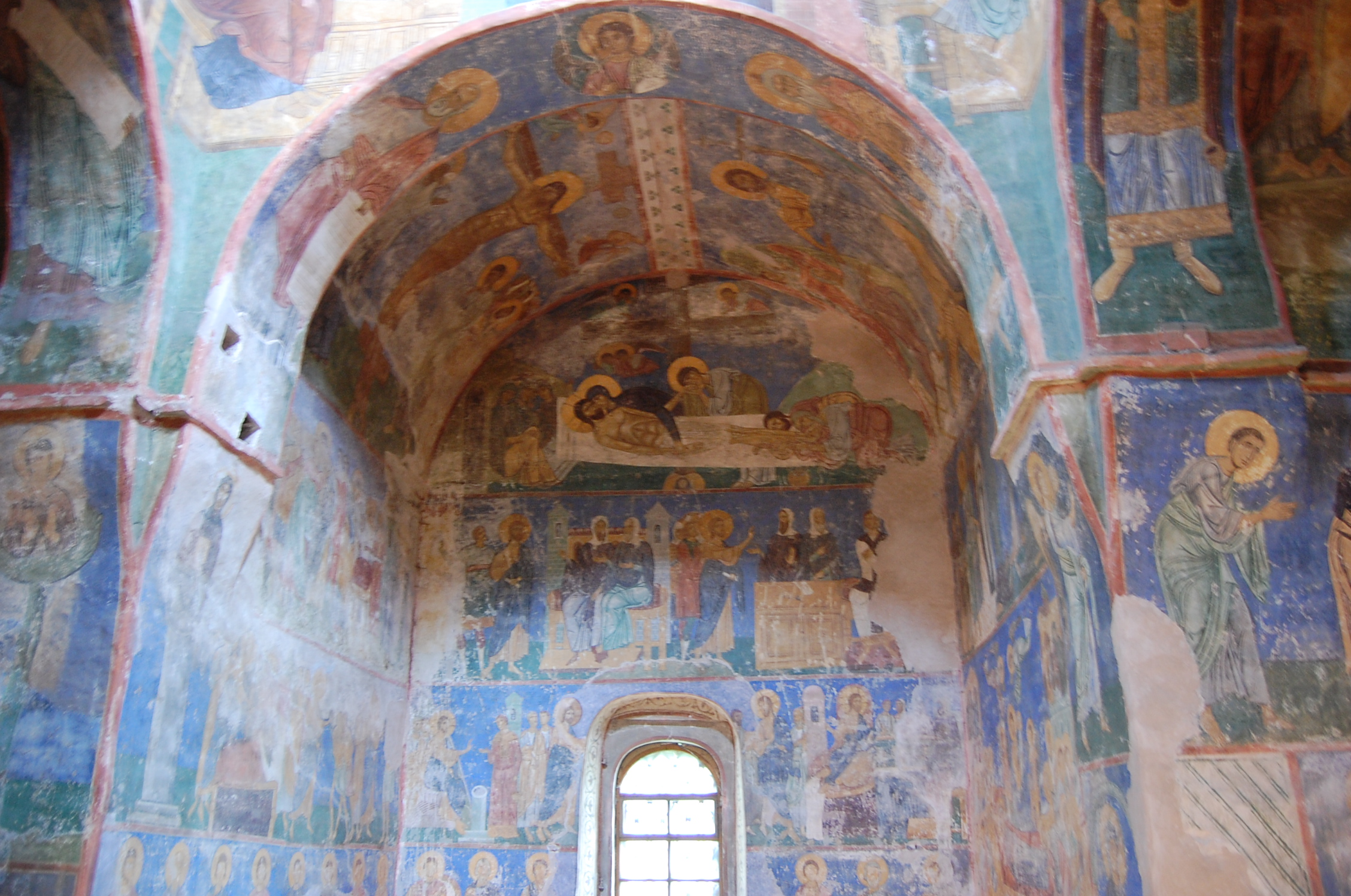
oplakávání
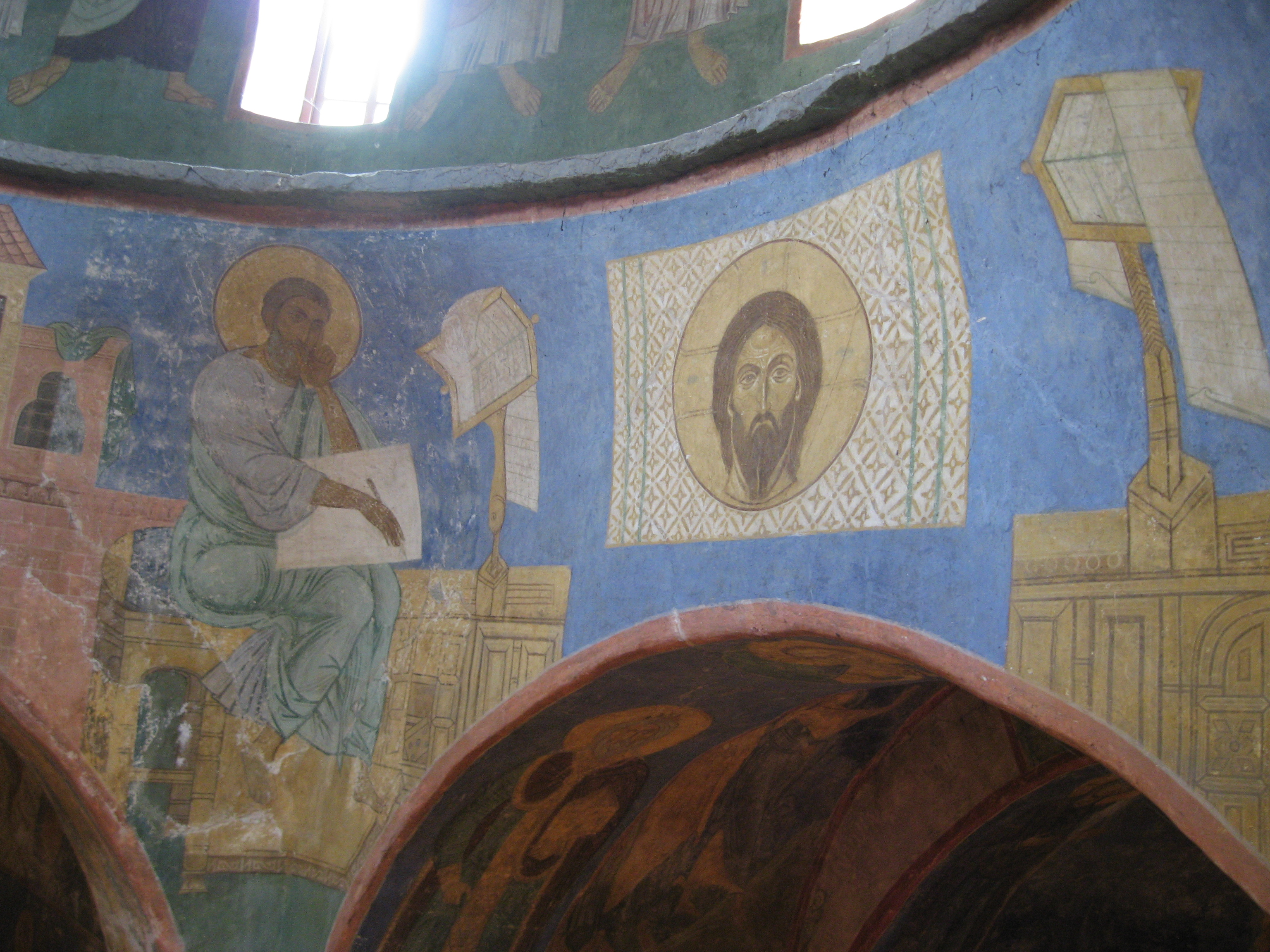
Mandylion
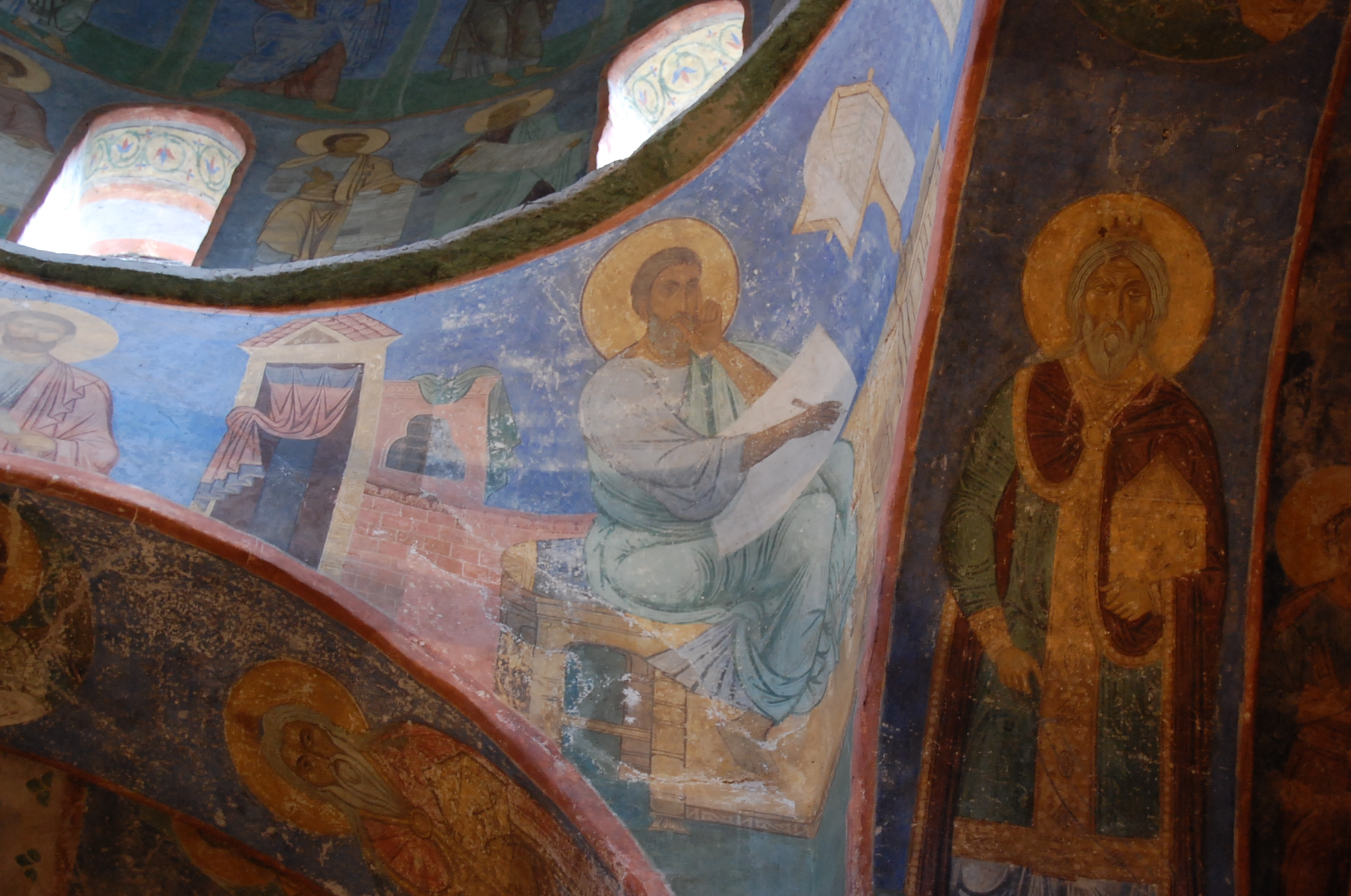
evangelisté